# Groen-bruine ijsvogel
De Groen-bruine ijsvogel (Chloroceryle inda) is een vogel uit de familie Alcedinidae (ijsvogels).

## Verspreiding en leefgebied
Deze soort komt voor in Midden- en Zuid-Amerika en telt twee ondersoorten:
- C. i. inda: van Nicaragua tot noordelijk Bolivia en zuidoostelijk Brazilië.
- C. i. chocoensis: westelijk Colombia en noordwestelijk Ecuador.

## Status
De grootte van de populatie is in 2019 geschat op 0,5-5 miljoen volwassen vogels. Op de Rode lijst van de IUCN heeft deze soort de status niet bedreigd.